# Perníková chaloupka (Kučera)
Perníková chaloupka je dětská opera současného českého skladatele Jana Kučery, jejíž premiéra se uskutečnila na Nové scéně Národního divadla, a to v rámci festivalu Dvořákova Praha 5. září 2020. Napsána byla na objednávku Dětské opery Praha, která s ní v současnosti vystupuje i na školních představeních. Libreto opery napsala Ladislava Smítková Janků.

## Charakter díla
Dílo je napsáno pro komorní orchestr s klavírem, houslemi, kontrabasem, klarinetem, flétnou a bicími. Po hudební stránce spadá spíše do muzikálového stylu s řadou „chytlavých“ melodií svižného rázu. Kromě hlavních postav Jeníčka a Mařenky hraje v opeře důležitou roli sbor, který je stálou součástí děje. „Cílem bylo zapojit všechny účinkující děti co nejvíce po stránce pěvecké, herecké i taneční,“ říká k tomu skladatel.

## Osoby a první obsazení
| osoba                          | hlasový obor | premiéra (5. září 2020)                                                                                                   |
| ------------------------------ | ------------ | --- |
| Jeníček                        | dětská role  | David Maxa |
| Mařenka                        | dětská role  | Alice Pavelková |
| Ježibaba                       | soprán       | Jiřina Marková-Krystlíková                                                                                                |
| Ježidědek                      | baryton      | Josef Kotěšovský |
| Vypravěč                       | dětská role  | Michal Gregárek |
| Tatínek dřevorubec             | dětská role  | Benjamin Poppy |
| Maminka                        | dětská role  | Michaela Vernerová |
| Červená Karkulka               | dětská role  | Barbora Novotná |
| Zajíci                         | dětské role  | Anežka Hubatková, Johana Smítková, Josefína Smítková, Anna Rajdlová, Alba Němečková, Kristýna Šobíšková, Zuzana Vocetková |
| Kocouři                        | dětské role  | Anna Králíčková, Kateřina Sičáková                                                                                        |
| Ženy u potoka                  | dětské role  | Veronika Čejková, Anežka Hubatková, Nora Ripamonti, Kateřina Měchurová                                                    |
| Děti (sbor)                    |              | |
| Dirigent: Anna Novotná Pešková |              | |
| Režie: Tereza Petrášková       |              | |
| Výprava: Jiří Votruba          |              | |
| Kostýmy: Eliška Poulová        |              | |
| Choreografie: Josef Kotěšovský |              | |

## Děj opery
Vypravěč uvádí do děje: v pohádkové zemi v lese žije dřevorubec se svou ženou a dětmi, Jeníčkem a Mařenkou. Zatímco maminka peče vdolky, tatínek jde do lesa pokácet starý dub a bere s sebou děti, aby si nasbíraly jahody. Přikazuje jim, aby se nepouštěly dále, než mohou slyšet zvuk jeho sekery. Avšak Jeníček a Mařenka sbírají vesele jahody a nechávají se rozptýlit a odlákat skotačícími zajíci. Když se náhle setmí, zjistí, že neslyší zvuk sekery a zabloudili. Bloudí zešeřelým lesem; Jeníček vyleze na strom a uvidí v dálce světélko. Vydají se s Mařenkou za ním.
V chaloupce z perníku bydlí Ježibaba a Ježidědek. Ježidědek podřimuje na lavici a Ježibaba se oddává podobné činnosti jako Jeníčkova a Mařenčina maminka: peče začarované perníčky. Zdobení perníku jí však příliš nejde a Ježidědek je na ně líný, proto si oživí perníkového kocoura ze zahrady. Ten jí pak pomůže perníčky ozdobit, načež je zaklet zpět.
K chaloupce přicházejí Jeníček a Mařenka. Jeníček je jako omámený a přes Mařenčino varování leze na střechu chaloupky a ulamuje sladkosti. Ježibaba posílá rozespalého Ježidědka, aby se podíval, kdo jim loupá perníček. Mařenka ho záhy ukonejší a opět Jeníčka marně přemlouvá k útěku. Ale než se ji zdráhající se Jeníček rozhodne poslechnout, vyplíží se z chaloupky Ježibaba a chytne Jeníčka a nato i Mařenku. Nechává děti na hlídání Ježidědkovi, sama se raduje a připravuje lopatu, aby děti upekla. Jeníček však předstírá, že neví, jak se na lopatu sedá, a když mu to Ježibaba sama předvádí, strčí ji děti do pece. Utečou, zatímco začouzená a zuřící Ježibaba se souká z pece a posílá Ježidědka za nimi.
Jeníček s Mařenkou utíkají. U potoka narazí na ženu, jak pleje len. Na její radu se schovají pod vrbou, a když Ježidědek přisupí a vyptává se jí, předstírá žena nedoslýchavost a Ježidědek vztekle odchází s nepořízenou. Po cestičce již dětem přicházejí vstříc tatínek s maminkou a všichni se shodují, že „dobro se porazit nedá“.

## Nahrávka
- 2021 (CD Radioservis CR1116-2). Zpívají: (Jeníček) David Maxa, (Mařenka) Alice Pavelková, (Ježibaba) Anika Štychová, (Ježidědek) Michal Gregárek, (vypravěči) Veronika Čejková, Kryštof Hricsina, (tatínek dřevorubec) Benjamin Poppy, (maminka) Michaela Vernerová, (Červená Karkulka) Anna Rajdlová aj., (ženy u potoka, kocouři, zajíci, sbor) Dětská opera Praha, sbormistryně Anna Novotná Pešková. Hraje Komorní soubor Dětské opery Praha.[6]